# Cornage
Cornage of hemiplegia laryngis is een paardenziekte die bestaat uit de verlamming van een van de stembanden, een aandoening die vooral voorkomt bij grote paarden. Dit leidt tot een afsluiting van het strottenhoofd waardoor de ademhaling moeilijker wordt. Meestal is de linker stemband aangetast en vaak betreft het een grote ruin. Deze aandoening komt in verschillende gradaties voor.

## Gradaties
- Graad 0: volledig normale stembanden
- Graad 1: lichte asymmetrie of onduidelijke afwijking van de linkerstemband, die toch nog volledig kan naar buiten worden gebracht bij stimulatie
- Graad 2: duidelijke asymmetrie waarbij nog wel volledige abductie mogelijk is maar niet de gehele periode van inademing
- Graad 3: een blijvende asymmetrie
- Graad 4: volledige verlamming van de stemband

Rechtszijdige cornage komt zelden voor. Het komt voor na de beschadiging van de zenuw bijvoorbeeld door flebitis (aderontsteking).

## Oorzaken
- erfelijke aandoening van de zenuwen
- beschadiging van een bloedvat

## Symptomen
- maakt fluitend, piepend geluid bij het inademen

## Behandeling
Deze aandoening kan enkel verholpen worden door een operatie aan het strottenhoofd. Nadien is er een rustperiode van drie maanden aangewezen waarbij het dier zo weinig mogelijk zijn stembanden gebruikt, dat wil zeggen geen fysieke inspanningen, geen plaats waar het paard vaak hinnikt.